# Story City, Iowa
Story City là một thành phố thuộc quận Story, tiểu bang Iowa, Hoa Kỳ. Năm 2010, dân số của thành phố này là 3431 người.

## Dân số
Dân số qua các năm:
- Năm 2000: 3228 người.
- Năm 2010: 3431 người.